# Carì

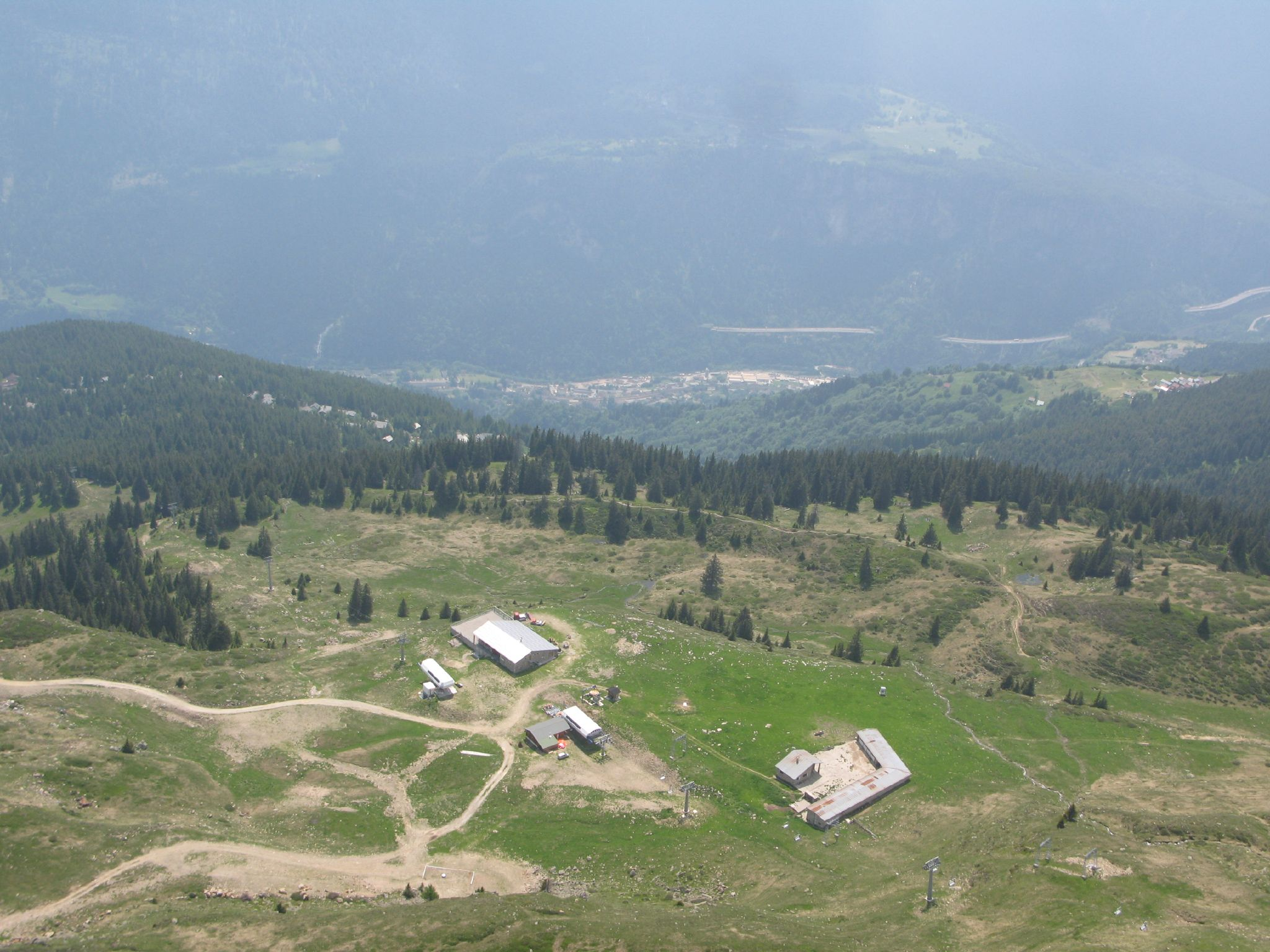
Alpe di Carì

Carì ist ein alpiner Ferienort in der Gemeinde Faido im Kanton Tessin in der Schweiz. Die Ortschaft hat sich aus einem früheren Maiensäss von Campello entwickelt.

## Name
Auf alten Karten war der Ort mit Monte Carico bezeichnet.

## Geographie
Carì liegt im Valle Leventina und ist ganzjährig von Faido her erreichbar.

## Gemeindefusion
Carì gehörte zur ehemaligen politischen Gemeinde Campello und bildet zusammen mit Prodör (ehemals Teil der Gemeinde Calpiogna) einen zusammenhängenden Ferienort. Beide Orte gehören inzwischen zur politischen Gemeinde Faido.

## Infrastruktur
Carì, auf 1650 m ü. M. gelegen, ist bekannt für seine Wintersportanlagen, die 2 Skilifte und 2 Sesselbahnen und 20 Kilometer Pistenlänge bis 2250 m ü. M. umfassen, die vorwiegend von Tessinern frequentiert werden.

## Sehenswürdigkeiten
- Kirche San Carlo Borromeo und Lorenzo im Ortsteil Carì, Architekten: Alberto Finzi, Renzo Lucchini[2]